# Atalia
Atalia (hebr. ‏עֲתַלְיָה‎, zm. 835 p.n.e.) – potomkini króla izraelskiego Omriego, samozwańcza królowa Judy od 841 p.n.e., jedyna kobieta rządząca samodzielnie w tym państwie.
Była córką lub siostrą Achaba.

## Panowanie
Po otrzymaniu wiadomości o śmierci Ochozjasza, Atalia wymordowała pozostałych członków rodziny królewskiej i objęła tron. Przy życiu pozostał jedynie Joasz, wówczas małe dziecko, ukryty przez Jehoszebę.
Atalia była czcicielką Baala, do którego kultu namówiła również męża i syna. Kiedy Joasz miał siedem lat, doszło do zamachu stanu zorganizowanego przez kapłanów JHWH pod wodzą Jehojady, w wyniku którego Atalię obalono i zabito.
Bohaterka tragedii J.B. Racine’a pt. Atalia (fr. Athalie), którą przetłumaczyli na język polski Stanisław Konarski i Antoni Orłowski. W latach 1751–52 grano ją w Collegium Nobilium pijarów w Warszawie.
Opisuje ją 2 Księga Królewska i 2 Księga Kronik.